# Apertuursynthese
Apertuursynthese is een vorm van interferometrie die signalen van verschillende telescopen combineert en daarmee beelden genereert met hetzelfde scheidend vermogen als één denkbeeldige telescoop waarvan de diameter gelijk is aan die van de hele verzameling telescopen. Voor iedere afstand tussen de telescopen en voor elke richting genereert de interferometer een uitvoer die één component vormt van de fouriertransformatie van de ruimtelijke helderheidsverdeling van het waargenomen object. Het beeld van de bron wordt uit deze metingen berekend. Astronomische interferometers worden gewoonlijk gebruikt voor opnamen met hoge resolutie in het optische, infrarode, submillimeter- en radio-astronomische gebied.
Merk op dat synthetische-apertuurradar een ander werkingsprincipe heeft dan de toepassing in telescopen.

## Technische aspecten
Apertuursynthese is alleen mogelijk indien elk van de telescopen zowel de amplitude als de fase van het invallende signaal meet. Bij radiofrequenties kan dit met elektronica, maar in het optische gebied is het elektromagnetische veld niet rechtstreeks te meten. Daar geeft gevoelige optiek het signaal door en wordt het optisch tot interferentie gebracht. De veeleisende techniek voor het corrigeren van optische vertraging en golffrontaberraties kwam in de jaren 1990 beschikbaar, zodat deze pas in het eerste decennium van de 21ste eeuw van de grond kwam in de optische en infraroodastronomie. In de radioastronomie werd apertuursynthese reeds sinds de jaren 1950 met succes gebruikt.

### Basislijnen en rotatie

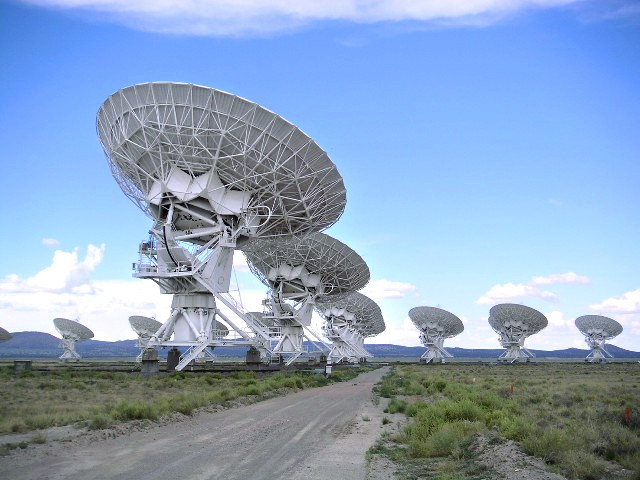
Een deel van de telescopen van de Very Large Array.

Om een beeld van hoge kwaliteit te krijgen, is een groot aantal verschillende afstanden tussen de verschillende telescopen nodig. De geprojecteerde afstand tussen ieder tweetal telescopen, gezien vanaf de stralingsbron, wordt een basislijn genoemd.

Er zijn zo veel mogelijk basislijnen nodig om een goed beeld te verkrijgen. Het aantal basislijnen (nb) voor een array van n telescopen bedraagt nb = n(n – 1)/2. Zo heeft de Very Large Array-radiotelescoop in New Mexico (VS) 27 telescopen, en daarmee 351 onafhankelijke basislijnen tegelijk. Daarmee kan dit systeem beelden van hoge kwaliteit leveren. De grootste optische arrays daarentegen hebben slechts zes telescopen, zodat zij slechts 15 basislijnen hebben en een minder goed beeld geven (zie afbeelding hiernaast).

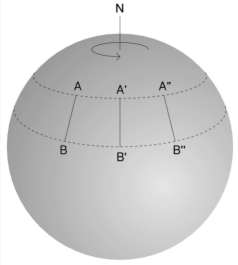
De meeste apertuursythese-interferometers gebruiken de rotatie van de aarde om het aantal basislijnrichtingen voor een waarneming te vergroten. In dit voorbeeld, waarin de aarde als een grijze bol wordt voorgesteld, verandert de hoek waaronder de basislijn tussen de telescopen A en B vanuit de radiobron wordt gezien, met de tijd doordat de aarde om haar as draait. Meetwaarden van verschillende tijdstippen leveren dus metingen op met verschillende telescoopafstanden.

Door op verschillende tijdstippen te meten, krijgt men metingen met verschillende telescoopafstanden en onder verschillende hoeken, zonder dat men extra telescopen hoeft aan te schaffen. Immers, de aarde draait rond en verplaatst de telescopen steeds naar een nieuwe basislijn.
Gebruik van de aardrotatie werd voor het eerst gedetailleerd beschreven in 1950. Sommige instrumenten passen, in plaats van de aardrotatie, een kunstmatige rotatie van het interferometerarray toe, zoals bij apertuurmaskeringinterferometrie.

## Geschiedenis
Beeldvorming door apertuursynthese werd het eerst ontwikkeld voor radiogolflengten door Martin Ryle en medewerkers aan de Universiteit van Cambridge. Martin Ryle en Antony Hewish ontvingen gezamenlijk een Nobelprijs voor deze en andere bijdragen aan de ontwikkeling van de radioastronomie.
De vakgroep radioastronomie in Cambridge stichtten in de jaren 1950 vervolgens het Mullard Radio Astronomy Observatory in de buurt van Cambridge. Rond 1960, toen computers in staat waren de rekenintensieve fouriertransformatie-inversies uit te voeren, gebruikten zij apertuursynthese om een effectieve apertuur van eerst één mijl en later vijf kilometer te realiseren met behulp van respectievelijk de One-Mile Telescope en de Ryle Telescope.
Vervolgens werd de techniek verder ontwikkeld tot de zogenaamde zeer-lange-basislijninterferometrie, met basislijnen van duizenden kilometers (VLBI). Daarnaast wordt apertuursynthese ook gebruikt voor bepaalde types radarsystemen, de zogenaamde synthetische-apertuurradar, en zelfs in de optische interferometrie. Een voorbeeld van dat laatste is de Very Large Telescope van de ESO.

### Oorsprong van de naam
Aanvankelijk meende men dat het noodzakelijk was om metingen te verrichten bij elke basislijnlengte en oriëntatie. Een dergelijke volledig bemonsterde fouriertransformatie bevat immers exact dezelfde informatie als het beeld van een conventionele telescoop met een apertuurdiameter gelijk aan de maximale basislijnlengte. De naam apertuursynthese is hierop gebaseerd.
Al spoedig ontdekte men echter dat in veel gevallen reeds bruikbare beelden konden worden verkregen met een vrij beperkte en onregelmatige verzameling basislijnen, vooral met behulp van niet-lineaire deconvolutiealgoritmen, zoals de maximale-entropiemethode. De alternatieve benaming synthesis imaging weerspiegelt de verplaatsing van de nadruk op het synthetiseren van de gehele apertuur (waardoor beelden gereconstrueerd kunnen worden door middel van fouriertransformatie), naar het synthetiseren van het beeld uit de beschikbare gegevens, met gebruikmaking van krachtige maar rekenintensieve algoritmen.

## Andere golflengten
Beeldvorming door middel van apertuursynthese wordt gebruikt in het optische en het infrarode gebied. Aanvankelijk werd daarbij gebruikgemaakt van apertuurmaskeringinterferometrie. Later werden rijen van afzonderlijke telescopen gebruikt. Sinds 2006 leveren vier interferometerarraysn apertuursynthesebeelden bij optische en infrarode golflengte. Het gaat hierbij om de Cambridge Optical Aperture Synthesis Telescope (COAST), Navy Prototype Optical Interferometer (NPOI), Infrared Optical Telescope Array (IOTA) and Infrared Spatial Interferometer (ISI).